# Nieuwkuijk
Nieuwkuijk est un village néerlandais de 2 095 habitants (2007), situé dans la commune de Heusden dans la province du Brabant-Septentrional.
Fin 1880 Nieuwkuijk a subi une grave inondation de la Meuse qui a inondé presque tout le village et endommagé de nombreux bâtiments, certains très sérieusement.

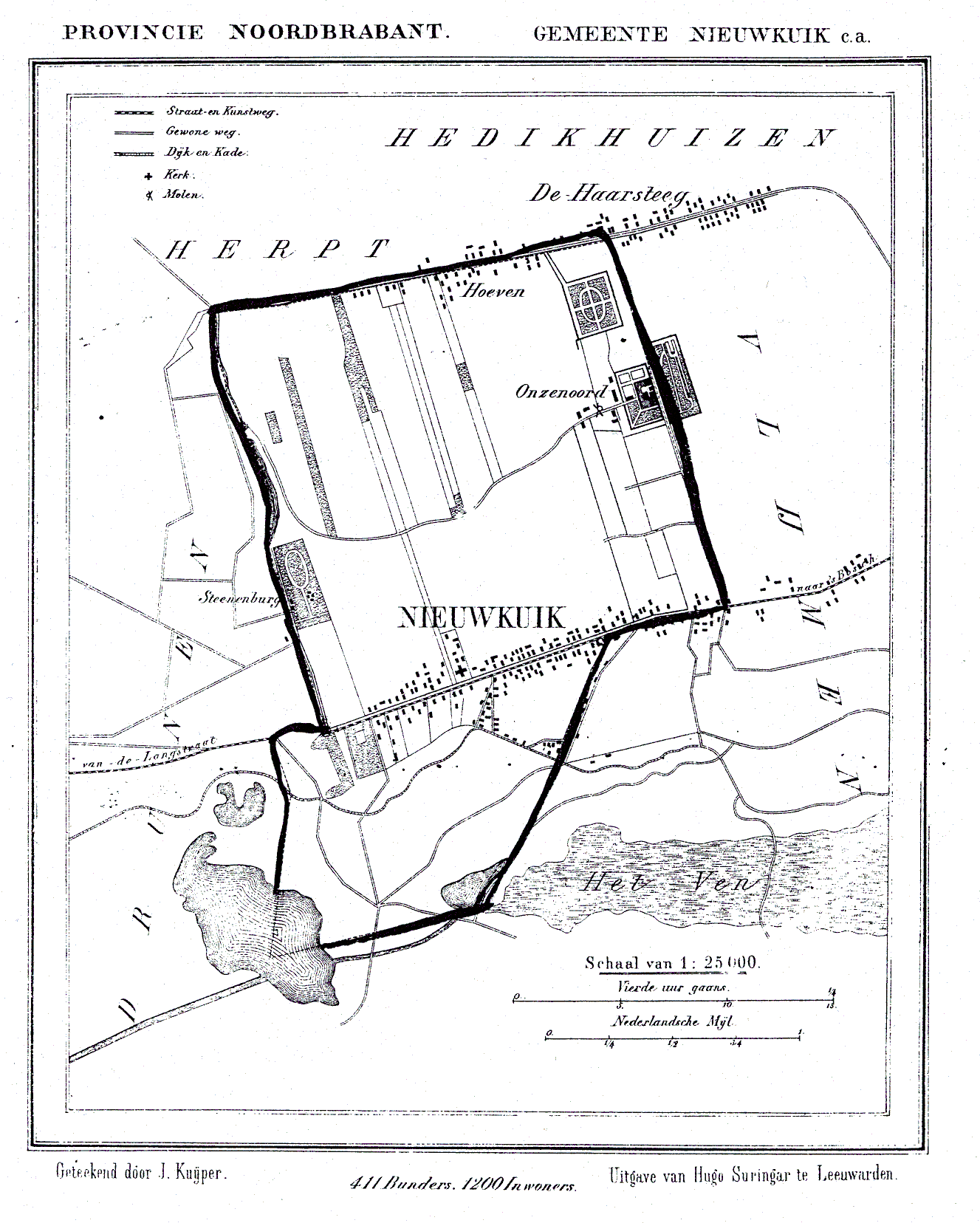
Commune de Nieuwkuyk en 1869

Nieuwkuijk fut une commune indépendante de 1811 au 1er mai 1935, et son rattachement à la commune de Vlijmen.

## Lieux et patrimoines

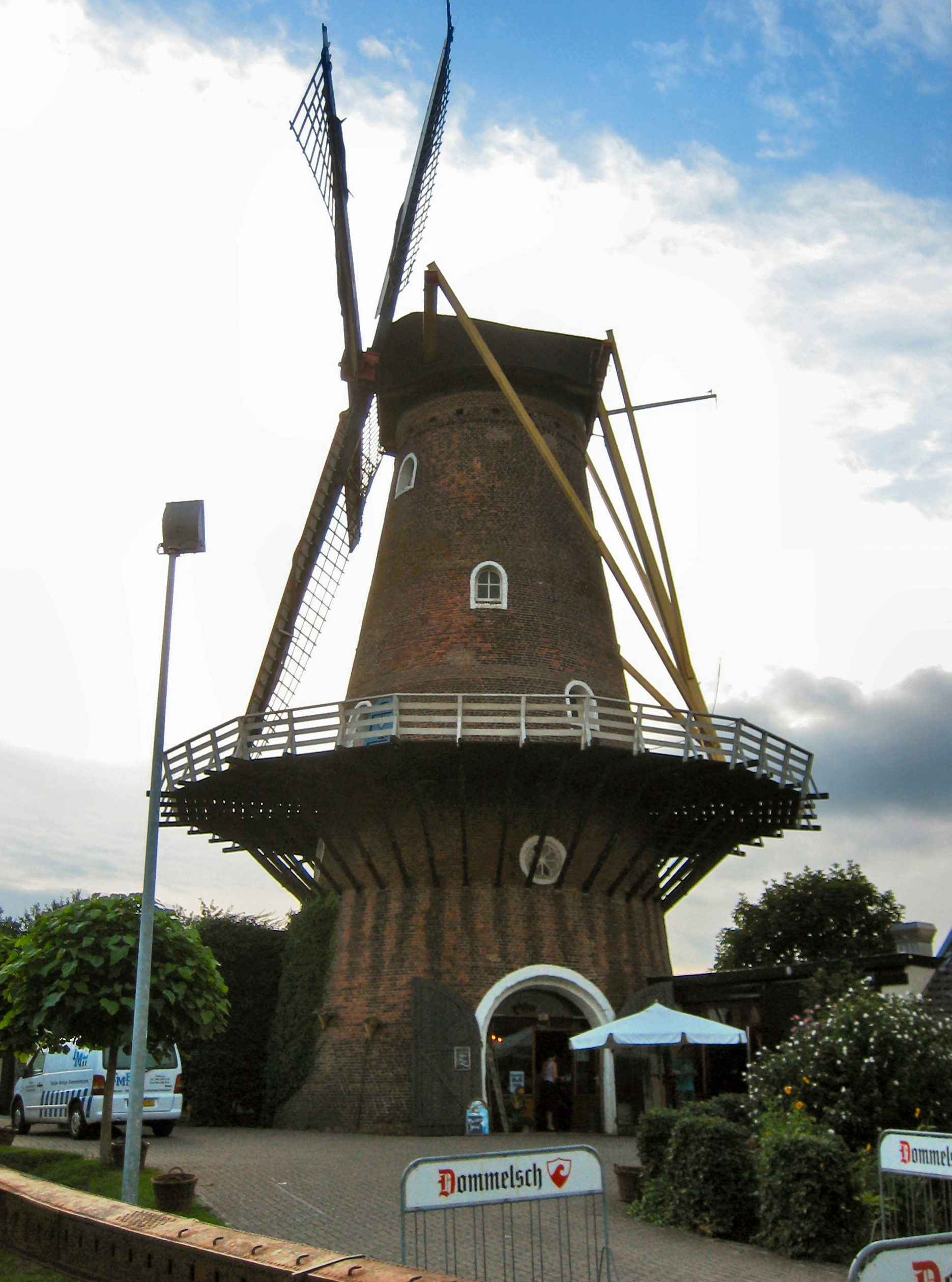
Moulin Emmamolen

- Château Onsenoort avec un donjon du XIIIe siècle
- Château d'Oultremont
- Moulin Emmamolen (moulin d'Emma) aujourd'hui rénové en café.

## Personnalités liées
- Émile III d'Oultremont (1831-1896), homme politique belge.